# قرار مجلس الأمن التابع للأمم المتحدة رقم 1628
قرار مجلس الأمن التابع للأمم المتحدة رقم 1628، المتخذ بالإجماع في 30 أيلول / سبتمبر 2005، بعد الإشارة إلى جميع القرارات السابقة بشأن الحالة في جمهورية الكونغو الديمقراطية، بما في ذلك القرارات 1565 (2004) و1592 (2005) و1596 (2005) و1621 (2005)، مدد المجلس ولاية بعثة الأمم المتحدة في جمهورية الكونغو الديمقراطية لمدة شهر واحد.
وأكد المجلس من جديد دعمه لسيادة جمهورية الكونغو الديمقراطية وسلامتها الإقليمية واستقلالها ومدد ولاية بعثة منظمة الأمم المتحدة في جمهورية الكونغو الديمقراطية حتى 31 تشرين الأول / أكتوبر 2005. كان القرار في جوهره تقنيًا بطبيعته لإتاحة المزيد من الوقت للمجلس لمناقشة تمديد المهمة لمدة عام واحد والذي اقترحه الأمين العام كوفي عنان.

## روابط خارجية
- نص القرار في undocs.org